# Mellieħa
Mellieħa é um povoado da ilha de Malta em Malta.
Neste povoado se encontra o Popeye Village, que é numa das principais atrações turística do país na atualidade.